# Kaufdorf
Kaufdorf é uma comuna da Suíça, no Cantão Berna, com cerca de 901 habitantes. Estende-se por uma área de 2,1 km², de densidade populacional de 429 hab/km². Confina com as seguintes comunas: Gelterfingen, Rüeggisberg, Rümligen, Toffen.
A língua oficial nesta comuna é o Alemão.